# 序二段
序二段（じょにだん）は、大相撲の番付上の階級。
6つある番付上の階級（幕内・十両・幕下・三段目・序二段・序ノ口）の内、上から5番目の階級である。

## 呼称・由来
呼称の由来は、番付表の下から2段目に書かれることに由来する。上から数えたら4段目であるため、江戸時代には「四段目」と呼ばれていた。明治時代の資料では、「上二段目」との呼び名が見られる。

## 特徴
取組
本場所では通常15日間で7番の相撲を取る。
定員
定員は特に決まっておらず、人数は毎場所変動する。あらかじめ定員が定まっている三段目以上の人数の余りを序ノ口と分け合っており、21世紀以降は5月場所のみ序二段と序ノ口で3対1、5月場所以外は4対1が目安とされている。5月場所は前場所に入門した新弟子が大量に登場するため、それに応じて序ノ口の比率を高めている。
終戦後しばらくは人数が少なく、戦後の最少人数は終戦後初の1945年11月場所における39人（東18枚・西21枚）である。1990年代前半は新弟子が激増したために200枚を超えることもあった。史上最多枚数は1994年（平成6年）5月場所における210枚（計420人）である。大半の場所で三段目に在位する力士数を上回り、全段で最も多くの力士が在位するが、2007年の時津風部屋力士暴行死事件・2010年の大相撲野球賭博問題・2011年の大相撲八百長問題など不祥事が続発して以降、力士数が顕著に減少し、2013年（平成25年）1月場所では、1979年（昭和54年）3月場所以来34年ぶりに東西で100枚未満となり、三段目に在位する力士数を下回った。平成以降の最少枚数は2014年（平成26年）3月場所における89枚（計178人）である。
2006年9月場所の251人（東西126枚、126枚目は東のみ）までは序二段の人数が奇数で東が西より1枚多いという例がしばしばあったが、それを最後に序二段の人数が奇数になる編成は行われておらず、以降は序二段を必ず偶数人数にして東西が同じ枚数になるように編成が行われている。
優勝
優勝賞金は20万円。
大相撲本場所の幕下以下の取組でスイス式トーナメントを導入している関係上、力士数が多い序二段では、大半の場所で7戦全勝の力士が現れる。全勝力士が2人現れて千秋楽に全勝同士の優勝決定戦が行われる事例も多い。2013年3月場所では34年ぶりに全勝力士が不在となった。
待遇
| 地位           | 幕内（横綱 - 前頭）                                                            | 十両                                                                           | 幕下                                                                                                | 三段目                                                                                              | 序二段                                                                                              | 序ノ口                                                                                              |
| -------------- | ------------------------------------------------------------------------------ | ------------------------------------------------------------------------------ | --------------------------------------------------------------------------------------------------- | --------------------------------------------------------------------------------------------------- | --------------------------------------------------------------------------------------------------- | --------------------------------------------------------------------------------------------------- |
| 髷             | 大銀杏                                                                         | 大銀杏                                                                         | 丁髷 （十両との対戦時および弓取式、巡業中の初切出演、床山の練習台、引退時の断髪式の際は大銀杏容認） | 丁髷 （十両との対戦時および弓取式、巡業中の初切出演、床山の練習台、引退時の断髪式の際は大銀杏容認） | 丁髷 （十両との対戦時および弓取式、巡業中の初切出演、床山の練習台、引退時の断髪式の際は大銀杏容認） | 丁髷 （十両との対戦時および弓取式、巡業中の初切出演、床山の練習台、引退時の断髪式の際は大銀杏容認） |
| 服             | 紋付羽織袴                                                                     | 紋付羽織袴                                                                     | 着物・羽織（外套・襟巻も着用可）                                                                    | 着物・羽織（外套・襟巻も着用可）                                                                    | 着物・羽織                                                                                          | 着物（浴衣もしくはウール）                                                                          |
| 帯             | 博多帯                                                                         | 博多帯                                                                         | 博多帯                                                                                              | ベンベルグ                                                                                          | ベンベルグ                                                                                          | ベンベルグ                                                                                          |
| 傘             | 番傘・蛇の目傘                                                                 | 番傘・蛇の目傘                                                                 | 番傘・蛇の目傘                                                                                      | 洋傘                                                                                                | 洋傘                                                                                                | 洋傘                                                                                                |
| 履物           | 足袋に雪駄（畳敷き）                                                           | 足袋に雪駄（畳敷き）                                                           | 足袋に雪駄（エナメル製）                                                                            | 素足に雪駄（エナメル製）                                                                            | 素足に下駄                                                                                          | 素足に下駄                                                                                          |
| 稽古廻し       | 白色・木綿                                                                     | 白色・木綿                                                                     | 黒色・木綿                                                                                          | 黒色・木綿                                                                                          | 黒色・木綿                                                                                          | 黒色・木綿                                                                                          |
| 取り廻し       | 博多織繻子（規定上、色は現在も取的と同じく黒色と定められているが、事実上自由） | 博多織繻子（規定上、色は現在も取的と同じく黒色と定められているが、事実上自由） | 黒色・木綿（稽古廻しをそのまま使用）                                                                | 黒色・木綿（稽古廻しをそのまま使用）                                                                | 黒色・木綿（稽古廻しをそのまま使用）                                                                | 黒色・木綿（稽古廻しをそのまま使用）                                                                |
| 下がり         | 取り廻しの共布                                                                 | 取り廻しの共布                                                                 | 紐（のり付けされていない柔らかい物で、色は自由）                                                    | 紐（のり付けされていない柔らかい物で、色は自由）                                                    | 紐（のり付けされていない柔らかい物で、色は自由）                                                    | 紐（のり付けされていない柔らかい物で、色は自由）                                                    |
| 足袋の色       | 白                                                                             | 白                                                                             | 黒                                                                                                  | 黒                                                                                                  | 黒                                                                                                  | 黒                                                                                                  |
| 控えの敷物     | 私物の座布団（色・デザインは自由）                                             | 共用の座布団（紫一色）                                                         | 畳に直座（幕下上位五番および十両との対戦時は十両と同じ座布団）                                      | 畳に直座（幕下上位五番および十両との対戦時は十両と同じ座布団）                                      | 畳に直座（幕下上位五番および十両との対戦時は十両と同じ座布団）                                      | 畳に直座（幕下上位五番および十両との対戦時は十両と同じ座布団）                                      |
| 月ごとの収入   | 月額給与                                                                       | 月額給与                                                                       | なし（自身が付き人を担当している関取などから「小遣い」の名目で個人的に些少を貰う程度）              | なし（自身が付き人を担当している関取などから「小遣い」の名目で個人的に些少を貰う程度）              | なし（自身が付き人を担当している関取などから「小遣い」の名目で個人的に些少を貰う程度）              | なし（自身が付き人を担当している関取などから「小遣い」の名目で個人的に些少を貰う程度）              |
| 場所ごとの収入 | 力士褒賞金                                                                     | 力士褒賞金                                                                     | 場所手当・奨励金                                                                                    | 場所手当・奨励金                                                                                    | 場所手当・奨励金                                                                                    | 場所手当・奨励金                                                                                    |

序二段と序ノ口の待遇の違いは、場所手当の金額以外では、序二段から羽織の着用が許される程度で、序ノ口とほとんど変わらない。
その他
三段目最下位格付出力士の初土俵場所は、番付編成上「三段目の最下位に在位している力士」と見なされ、当場所の成績も本割と同等に扱われる関係上、三段目付出の初土俵場所で負け越した場合、初めて番付に四股名が載った地位が序二段というケースも考え得る。三段目付出力士が番付に四股名が載った後に休場もしくは成績不振により序二段以下に陥落するケースもあり、朝志雄（2019年7月場所に序ノ口陥落）・勝呂（藤健勝）（2023年3月場所に序二段陥落）が先例にある。

## 昇進・陥落要件
序二段に限らず、「番付は生き物」と俗称されるように、成績と翌場所の地位との関係は一定ではない。1990年代以降の番付編成の傾向をみると、以下の成績を上げれば翌場所の三段目昇進は確実とされる。
- 20枚目以内で4勝以上。
- 37枚目以内で5勝以上。
- 70枚目以内で6勝以上。
- 7戦全勝（番付、優勝の有無を問わず無条件で昇進）。

序ノ口への陥落についてはさらに流動的で、特に翌場所に大量の新弟子が序ノ口に登場する5月場所は、序二段で負け越しても、序二段下位で全敗あるいは全休でもしない限り陥落せず、逆に序ノ口で負け越した力士までが新弟子に押し上げられる形で序二段に昇進するケースも多い。
1950年代までは、場所前半の前相撲で新序の資格を得た優秀な新弟子は場所後半に序ノ口の取組に出場し、さらに次場所でいきなり序ノ口を飛び越して序二段の番付に載せたことがあった。現在は前相撲出場力士が序ノ口力士と対戦することはないため、前相撲に出場した力士は必ず1場所以上の序ノ口経験を必要としている。

## 記録
いずれも、2025年7月場所終了時点の記録である。
- 在位場所数 - 北斗龍定裕（北の湖部屋→山響部屋）の151場所
- 優勝回数 - 2回

鶴嶺山こと鶴ノ富士・朝陽丸・慶天海・栃飛龍・日翔志はじめ12名。そのうち5名は2回目の優勝を記録する前に十両もしくは幕下上位への在位を経験し、負傷や疾患による休場で序二段まで番付を降下させ、復帰直後に優勝した。
優勝を伴わない7戦全勝も含めると、棟方弘光（春日野部屋）の3回（1993年7月場所・1994年3月場所・2002年11月場所でいずれも決定戦敗退）
- 昇進回数 - 笠力充将（二所ノ関部屋）の34回。
- 年長在位 - 華吹大作（立浪部屋）の51歳7ヶ月（2022年1月場所、当場所限りで引退。）
- 序二段以下まで陥落した元幕内の力士は以下の通り。

## 序二段格行司・序二段呼出

### 行司・呼出共通事項
行司・呼出のうち、序二段に相当する階級の者を序二段格行司・序二段呼出と呼ぶ。本場所の本割では1日の取組の中で、1人につき、12日目までは7番前後、13日目以降は4番前後を担当する（裁く・呼び上げる）が、取組数によって担当番数が増減することがある。序二段の取組を担当するほか、行司・呼出の人数と取組の番数の関係で、上位の者は三段目の取組を担当する場合もあるが、下位の者が序ノ口の取組を担当する場合もあり、特に序ノ口格行司または序ノ口呼出が休場して一人も出場していない場合は必然的にそうなる。また序二段優勝決定戦も序二段格行司・序二段呼出が務める。

### 序二段格行司
序二段格行司の装束の菊綴と軍配の房紐の色は、青（実際には緑色）または黒となっており（実際には現時点では現役全員が青（緑色）を使用）、裸足で土俵に上がる。